# وتش كرافت ووركس
وتش كرافت وركس (ウィッチクラフトワークス ويتشيكورافوتو واكوسو) هي سلسلة مانغا يابانية يكتبها ويرسمها ريو ميزوناغي. بدأ إصدار المانغا في شكل فصول في مجلة غود! أفترنون منذ مارس 2010 وجُمعَت الفصول في 14 مجلد تانكوبون. تحولت إلى مسلسل أنمي من إستديو جاي سي ستاف وأُذيع في اليابان ابتداءً من 5 يناير وحتى 23 مارس 2014.

## القصة
هونوكا تاكاميا طالب عادي في المرحلة الثانوية ويعيش حياة عادية. مع ذلك، فإن مشكلته الرئيسية في الحياة هي الجلوس بجانب أياكا كاغاري، محبوبة الجماهير و«أميرة» المدرسة. وليس ذلك فقط، حتى إنه يمارس مهامه التنظيفية للصف في نفس فترتها كذلك. ولذلك فإن أقل تفاعل بينهما يؤدي إلى ضرب هونوكا من نادي معجبي أياكا. وفي يوم من الأيام، وبينما كان يخرج القمامة، أُلقي عليه مبنى مدرسي غامض. ولحسن الحظ، تأتي ساحرة لإنقاذه وتصد الهجوم. تبين أن الساحرة هي نفسها أياكا والتي كانت تراقب وتحمي هونوكا منذ البداية.

## الشخصيات

### الشخصيات الرئيسية
هونوكا تاكاميا (多華宮 仄 تاكاميا هونوكا)
أداء صوتي: يوسكي كوباياشي (اليابانية)، خالد أبو النجا	 (العربية)
الشخصية الرئيسية، هونوكا هو طالب بالصف الثاني الثانوي. في البداية، كان يتعجب من الصدف المتكررة التي تحدث إليه. ذات يوم تهاجمه مجموعة تدعى ساحرات البرج واللائي كن يحاولن الهجوم عليه خفية. ومع ذلك، أحبطت أياكا الهجوم والتي اتضح أنها ساحرة ورشة كانت تحميه لفترة من الزمن.
أياكا كاغاري (火々里 綾火 كاغاري أياكا)
أداء صوتي: أسامي سيتو (اليابانية)، روعة السعدي	 (العربية)
محبوبة المدرسة وابنة المديرة، أياكا فتاة جميلة وذكية وشبيه بالتماثيل، وهي أطول من هونوكا. أياكا فتاة رزينة بشدة وتمتلك معدل ذكاء اجتماعي منخفض، ونادرًا ما تغير تعابير وجهها. هي زميلة هونوكا بالصف، و«الأميرة» الرسمية للمدرسة كلها، ولها سلطة على كل من بالمدرسة باستثناء المديرة. أياكا تعد من "ساحرات النار" (炎の魔女 هونو نو ماجو)، وهو أمر معروف للقليل من الناس.

### ساحرات الورشة
كاسومي كاغاري (多華宮 霞 كاغاري كاسومي)
أداء صوتي: آي كايانو
أخت هونوكا الصغرى، وهي كذلك ساحرة ورشة، وتمتلك دمية دب يمكنها تحويلها إلى آلة قتال ضخمة باسم "ماكارون" (摩訶ロン).
كازاني كاغاري (火々里 かざね كاغاري كازاني)
أداء صوتي: ساياكا أوهارا
والدة أياكا، وزعيمة ساحرات الورشة في المدينة، ومديرة مدرسة توغتسو الثانوية ولا تزال على قيد الحياة منذ الحملات الصليبية.
كيويتشيرو ميكاغي
أداء صوتي: كازويوكي أوكيتسو
توكو هيو (氷尾 凍子 هيو توكو)
أداء صوتي: كانا أسومي
رينون أوتوميتاتشيبانا (乙女橘 りのん أوتوميتاتشيبانا رينون)
أداء صوتي: نوريكو شيتايا
أتوري كوراميني (昏峰 あとり كوراميني أتوري)
أداء صوتي: إيكومي هياما

### ساحرات البرج

#### خماسي العاج
تانبوبو كورايشي (倉石 たんぽぽ كورايشي تانبوبو)
أداء صوتي: شيوري إيزاوا
كانا أوتسوغي (宇津木 環那 أوتسوغي كانا)
أداء صوتي: شينا ناتسوكاوا
رين كازاري (飾 鈴 كازاري رين)
أداء صوتي: مومو أساكورا
كوتتسو كاتسورا (桂 虎鉄 كاتسورا كوتتسو)
أداء صوتي: ناتسومي هيوكا
ميه مينوا (目野輪 冥 مينوا ميه)
أداء صوتي: يوكو ليدا

#### أخرى
كرونوار شفاتز السادسة (クロノワールシュヴァルツ・シックス كورونواروشوفاروتسو شيكوسو)
أداء صوتي: ريي كوغيميا
ميدوسا (メデューサ)
أداء صوتي: ميوكي ساواشيرو
ويك إند (ウィークエンド)
أداء صوتي: أيا هيرانو
كوماتشي تاكاميا (多華宮 小町 تاكاميا كوماتشي)
أداء صوتي: أياكو كاواسومي

## الوسائط

### المانغا
| م. | تاريخ الإصدار | ردمك                   |
| -- | ------------- | ---------------------- |
| 1  | 5 نوفمبر 2010 | ISBN 978-4-06-310713-5 |
| 2  | 7 يوليو 2011  | ISBN 978-4-06-310760-9 |
| 3  | 7 مارس 2012   | ISBN 978-4-06-387810-3 |
| 4  | 7 نوفمبر 2012 | ISBN 978-4-06-387849-3 |
| 5  | 5 مايو 2013   | ISBN 978-4-06-387884-4 |
| 6  | 7 نوفمبر 2013 | ISBN 978-4-06-387931-5 |
| 7  | 7 يوليو 2014  | ISBN 978-4-06-387981-0 |
| 8  | 7 يناير 2015  | ISBN 978-4-06-388026-7 |
| 9  | 6 نوفمبر 2015 | ISBN 978-4-06-388099-1 |
| 10 | 7 نوفمبر 2016 | ISBN 978-4-06-388201-8 |
| 11 | 7 أغسطس 2017  | ISBN 978-4-06-388282-7 |
| 12 | 7 يونيو 2018  | ISBN 978-4-06-511537-4 |
| 13 | 7 ديسمبر 2018 | ISBN 978-4-06-513898-4 |
| 14 | 7 نوفمبر 2019 | ISBN 978-4-06-517558-3 |

### الأنمي
أنتج إستديو جاي سي ستاف مسلسل أنمي مبني على السلسلة وأخرجه تسوتومو ميزوشيما وعُرض منه 12 حلقة في اليابان. عُرضت أول حلقة من المسلسل في دار عرض سينمارت شينجوكو بطوكيو في 29 ديسمبر 2013، وبثتها بانداي تشانل ليشاهدها حوالي 2,000 شخص في 30 ديسمبر 2013، وأُذيع ابتداءً من 5 يناير وحتى 23 مارس 2014 على طوكيو إم إكس. كما قام كرانشي رول بترخيصه. قام بتلحين موسيقى المسلسل تكنوبويز بولكرافت غرين-فند. أغنية البداية بعنوان «التدخل الإلهي» (divine intervention) من أداء فانا وأغنية النهاية "نشاط☆الساحرة" (ウィッチ☆アクティビティ إيتشي☆أكتيبيتي) من أداء كيه إم إم غانغ.
| ر.        | العنوان | تاريخ العرض الأصلي |
| --------- | --- | ------------------ |
| 1         | «تاكاميا-كن والساحرة النارية» "تاكاميا-كن تو هونو نو ماجو" (多華宮君と炎の魔女)                                          | 5 يناير 2014       |
| 2         | «تاكاميا-كن وبرنامج الساحرات» "تاكاميا-كن تو كورونوارو" (多華宮君とクロノワールの罠)                                     | 12 يناير 2014      |
| 3         | «تاكاميا-كن وفخ كرونوار» "تاكاميا-كن تو كورونوارو نو وانا" (多華宮君とクロノワールの罠)                                  | 19 يناير 2014      |
| 4         | «تاكاميا-كن والأخت الصغرى اللئيمة» "تاكاميا-كن تو إجيوارو نو إموتو" (多華宮君といじわるな妹)                             | 26 يناير 2014      |
| 5         | «تاكاميا-كن وساحرة العينين الحجريتين واليدين الحجريتين» "تاكاميا-كن تو سيكيغانسيكيشو نو موجو" (多華宮君と石眼石手の魔女) | 2 فبراير 2014      |
| 6         | «تاكاميا-كن واختبار الحب» "تاكاميا-كن تو آي نو شيرين" (多華宮君と愛の試練)                                               | 9 فبراير 2014      |
| 7         | «تاكاميا-كن وإلزام النبلاء» "تاكاميا-كن تو نوبيريسو أوبيريجو" (多華宮君とノブレス・オブリージュ)                         | 16 فبراير 2014     |
| 8         | «تاكاميا-كن وجرح كاغاري-سان» "تاكاميا-كن تو كاغاري-سان نو كيزو" (多華宮君と火々里さんの傷)                               | 23 فبراير 2014     |
| 9         | «تاكاميا-كن وساحرة النهاية» "تاكاميا-كن تو أواري نو ماجو" (多華宮君と終わりの魔女)                                       | 2 مارس 2014        |
| 10        | «تاكاميا-كن والعطلة الأسبوعية (الجزء الأول)» "تاكاميا-كن تو ويكيندو (زِن-بن)" (多華宮君とウィークエンド （前編）)         | 9 مارس 2014        |
| 11        | «تاكاميا-كن والعطلة الأسبوعية (الجزء الثاني)» "تاكاميا-كن تو ويكيندو (تشو-هِن)" (多華宮君とウィークエンド （中編）)       | 16 مارس 2014       |
| 12        | «تاكاميا-كن والعطلة الأسبوعية (الجزء الثالث)» "تاكاميا-كن تو ويكيندو (كو-هِن)" (多華宮君とウィークエンド （後編）)        | 23 مارس 2014       |
| 13 (أوفا) | «تاكاميا-كن ومؤامرة أخته» "تاكاميا-كن تو إموتو نو واروداكومي" (多華宮君と妹の悪巧み)                                     | 7 يناير 2015       |

## الاستقبال
وصل المجلد الرابع من المانغا إلى المركز 25 في مخططات أوريكون في 25 نوفمبر 2012 بعدد مبيعات وصل إلى 27,389 نسخة مباعة في أقل من أسبوع. تربع المجلد الخامس على المركز 28 في مخططات أوريكون لشهر مايو 2013 بعدد 31,678 نسخة مباعة في أقل من أسبوع. ووصل المجلد السادس إلى المركز 29 في مخططات أوريكون لشهر نوفمبر 2013 بعدد 27,573 نسخة مباعة في أقل من أسبوع. وصل المجلد السابع إلى مركز متقدم في مخططات أوريكون لشهر يوليو 2014 ألا وهو المركز التاسع بمبيعات وصلت إلى 70,947 نسخة مباعة في أقل من أسبوع ليكون بذلك أعلى مركز تصل لها في المخططات.
وصلت مبيعات المجلد الأول من بلو راي الأنمي إلى 4,418 نسخة مباعة في اليابان للأسبوع الأخير من شهر مارس 2014 ليأتي في المركز العاشر لمخططات أوريكون. واصل الأنمي وجوده في المخططات ولكنه لم يصل إلى مبيعات المجلد الأول حيث بِيع من المجلد الثاني 3,840 نسخة لشهر أبريل 2014، ومن المجلد الخامس 3,606 نسخة لشهر يوليو 2014، ومن المجلد السادس 3,838 نسخة لشهر أغسطس 2014 من مخططات أوريكون.

## وصلات خارجية
- وتش كرافت ووركس على موقع ANN manga (الإنجليزية)

- وتش كرافت ووركس  في شبكة أخبار الأنمي

لم يتم العثور على روابط لمواقع التواصل الاجتماعي.